# Stazione di Forgaria-Bagni Anduins
La stazione di Forgaria-Bagni Anduins è una stazione ferroviaria posta sulla linea Gemona-Sacile.
La stazione serve il comune di Forgaria nel Friuli, in provincia di Udine e Anduins, una frazione del comune di Vito d'Asio in provincia di Pordenone, ma si trova distante da entrambi i centri delle 2 cittadine. Precisamente, si trova nella frazione Flagogna di Forgaria. Viene frequentata principalmente d'estate, dai numerosi turisti che vogliono raggiungere la Val d'Arzino.

## Storia
La stazione venne attivata il 1º novembre 1914, all'apertura della tratta da Pinzano a Gemona della linea Casarsa-Gemona.
Prima che il disastroso terremoto del Friuli la distruggesse, era presente una stazione vera e propria in stile casello.

## Strutture e impianti
La stazione è costituita semplicemente da un marciapiede e da una tettoia simile a quella delle fermate degli autobus e non è dotata di convalidatrice dei biglietti.

## Movimento
Il servizio passeggeri regionale era svolto da Trenitalia lungo la relazione Sacile-Pinzano-Gemona. Dal luglio 2012 il servizio ferroviario è sostituito da autocorse.

## Interscambi
A 300 metri, in via Stazione, è presente una fermata degli autobus SAF per il centro di Forgaria. 

A 500 metri, presso il ponte Armistizio, sono disponibili i collegamenti dell'azienda TPL FVG, che raggiungono le frazioni del comune di Vito d'Asio, Spilimbergo e Maniago. 

Sul piazzale esterno della stazione fermano le autocorse sostitutive di Trenitalia per Pinzano al Tagliamento e Gemona del Friuli. 

La stazione non è molto distante dall'Arzino e dal Tagliamento, ed è per questo sfruttata d'estate dai turisti che vogliono raggiungere il greto di questi due fiumi.